# Marianne Dissard

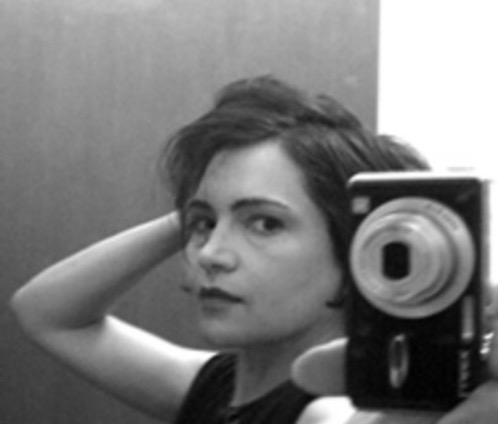
Marianne Dissard (2006)

Marianne Dissard (* 20. Mai 1969 in Tarbes) ist eine französisch-amerikanische Chansonsängerin, Songwriterin und Filmemacherin. Vom personellen Umfeld her ist die Künstlerin der Tucsoner Musikszene um die Bands Giant Sand und Calexico zuzurechnen, mit denen sie eng zusammenarbeitet.

## Biografie
Ihre Heimat Südfrankreich verließ die spätere Dokumentarfilmerin und Musikerin relativ früh. Bedingt durch eine berufliche Versetzung des Vaters, zog die Familie 1985 nach Phoenix im US-Bundesstaat Arizona um. 1989 begann Marianne Dissard ein Filmstudium in Los Angeles. Unmittelbar vor ihrem Umzug nach Kalifornien lernte sie bei einem Konzert der Band Giant Sand deren Leader Howe Gelb kennen. Gelb bot ihr eine Übergangs-Wohngelegenheit in seinem Appartement in Hollywood an. Im Verlauf ihres Studiums arbeitete Dissard an mehreren Filmprojekten mit, unter anderem auch in ihrem ursprünglichen Heimatland Frankreich.
Die Bekanntschaft mit Gelb und den Musikern von Giant Sand erwies sich auch beruflich als nützlich. 1994 drehte sie in Tucson einen Dokumentarfilm über die Band mit dem Titel Drunken Bees. Dissard blieb in Tucson hängen; in der Folgezeit freundete sie sich mehr und mehr mit den Musikern des Giant Sand-Ablegers Calexico an – insbesondere mit deren Gründungsmitglied und Gitarristen Joey Burns. Kennen lernte sie in diesem Umfeld auch ihren späteren Ehemann Naim Amor, für dessen Band Amor Belhom Duo sie mehrere Songs schrieb. Erste musikalische Veröffentlichung war schließlich ein Gastspiel in dem Calexico-Hit The Ballad of Cable Hogue im Jahr 2000. Zusätzlich gab Dissard auch ein Gastspiel in dem dazugehörigen Videoclip.
Obwohl Marianne Dissard selbst kein Instrument spielt, profilierte sie sich in der Folge mehr und mehr als Songwriterin und Musikerin. Im Vorfeld der US-Präsidentenwahlen 2004 gründete sie eine Frauenband mit dem Namen Tucson Suffragettes. Ziel der Band: Mobilisierung von Wählern, um eine zweite Amtszeit von George W. Bush zu verhindern. Unterstützung erhielt sie dabei unter anderem auch von etablierten Künstlern wie beispielsweise der Country-Sängerin Linda Ronstadt. Im Zuge ihrer Arbeit als Songwriterin arbeitete die Französin auch mit dem Calexico-Nebenprojekt ABBC sowie der französischen Neo-Chanson-Interpretin Françoiz Breut zusammen.
Im Jahr 2008 vollzog Dissard endgültig den Wechsel von der Songschreiberin zur Musikerin: Ihr erstes Album erschien – zunächst als ins Netz gestellte Demo-Version mit unterschiedlichen Aufnahme-Sessions, im Anschluss dann als reguläre CD. Gastmusiker bei dem Album L'entredeux waren unterschiedliche Musiker aus dem Calexico-Umfeld. L'entredeux, eine Platte mit 12 in französischer Sprache gesungenen Titeln, bekam gemeinhin gute Kritiken – unter auch von dem deutschen Musikmagazin Spex. In den Jahren 2008 und 2009 trat Marianne Dissard öfter in Deutschland auf – teilweise in Zusammenarbeit mit dem Label Le Pop und im Double Pack mit anderen Künstlern des aktuellen Neochansons wie zum Beispiel Françoiz Breut. Mit Paris One Takes, einer live aufgenommenen CD, erschien 2010 eine weitere Zusammenstellung des Song-Repertoires, welches auch auf L'entredeux zu hören war. Das zweite reguläre Studioalbum, L'abandon, kam im Februar 2011 heraus. Von zwei Ausnahmen abgesehen, enthielt es ebenfalls französischsprachige, stilistisch unterschiedlich gehaltene Stücke.

## Stil und Kritiken
Positiv aufgenommen wurden an Dissards Erstling vor allem die Mischung aus französischem Neochanson und sogenanntem Wüstenrock. Unter anderem enthält das Album auch den mit eingängiger Sinti-Gitarre unterlegten Track Les draps sourds, zu dem es auch ein Videoclip gibt, sowie langsamere, vor allem mit akustischer Gitarre eingespielte Songs wie La Cayenne und Sans Facon. Das Musikmagazin Spex charakterisierte die musikalische Mischung wie folgt: „Klar implementiert sich in ihren Chansons der Americana-Song wie aus eigener Hand. Doch zeichnen sich die Songs eben auch durch das nicht-sichtbare, dennoch quasi-visuelle Element aus.“ Auch die Texte fanden bei der Spex-Redaktion positiven Widerhall: „Und so singt eine Stimme in wenig gebrochener Chanson-Ernsthaftigkeit über die Liebe, die Liebe und die Liebe und ab und an über Skurrilitäten wie One-Night-Stands und von Haustieren unterbrochene Fick-Sessions.“
Die Wiener Zeitung schrieb: „Akkordeon und Gitarre, Streicher und Mundharmonika vereinen sich sehr unaufdringlich zu einer transatlantischen Melange. Das Französisch der Texte und die nur mitunter etwas matt wirkende Stimme Dissards legen sich sanft über diese bemerkenswerte Stilmixtur, die in jedem der zwölf Songs feine Überraschungen bereithält. Am Ende hätte man sich vielleicht ein bisschen mehr Wüste und etwas weniger Chanson gewünscht. Aber eine schöne Platte ist es trotzdem geworden.“ Gute Kritiken erhielt auch die zweite Studio-CD, „L'Ambandon“. Die HR-Online-Redaktion schrieb: „Das Verlassen werden, so der Titel übersetzt, ist auch das Motto, unter dem Dissard ihr Album selbst produziert hat. Sie nimmt diesen negativen und schweren Begriff und wandelt ihn musikalisch um, in Stärke und Zuversicht und in schöne Songs, die einem durchaus ein Lächeln ins Gesicht zaubern.“ Neben der ungewöhnlichen Mischung aus Amerikana und Chanson wird in Berichten immer wieder Dissards Art, ihre Songs zu interpretieren, hervorgehoben – eine Eigenheit, die vor allem bei ihren Konzerten zum Zuge kommt.
Dissard äußerte sich in Bezug auf ihren eigenen Stil unterschiedlich. Dem Magazin Kulturnews gegenüber bezeichnete sie ihre Musik als Desert Chanson. In einem anderen Interview zog sie den Sinn von Genre-Zuweisungen überhaupt in Zweifel: „Was die Leute wohl sagen, wenn ich auf Englisch singe? Momentan nennen sie mich Chansonsängerin. Aber wenn ich englisch singen würde, wäre ich einfach nur die amerikanische Indie-Sängerin, sowas in der Art. Das ist doch Schubladendenken.“ Auf ihrer Webseite bezeichnet sie sich selbst als Tucson Chanteuse.

## Diskografie

### CDs
- Dedicated to Your Walls, May They Keep Blooming (2007; Demo-Recording für „L'entredeux“)
- L'entredeux (2008)
- Paris One Takes (City Series) (2010)
- L'Abandon (2011)
- Berlin Two Takes (City Series) (2012)
- The Cat. Not Me (2014)
- Cologne Vier Takes (City Series) (2015)
- Cibola Gold: Best Of 2008–2015 (2016)
- Rappel*le (Frizz Records, 2022)

### Weitere Veröffentlichungen
- Calexico: „Ballad of Cable Hogue“ (Gesang; Album: Hot Rail, 2000)
- ABBC: Tête A Tête (Duettgesang mit Naïm Amor)
- Filles Fragiles (Beitrag auf Compilation; Dance Music)
- Ballade en France (Beitrag auf Compilation; Universal Australia, 2009)